# 武夷山苦竹
武夷山苦竹（学名：Pleioblastus wuyishanensis）为禾本科大明竹属下的一个种。

## 扩展阅读
- 維基物種上的相關：武夷山苦竹